# Mor (humus)
|  | Per a altres significats, vegeu «Mor». |

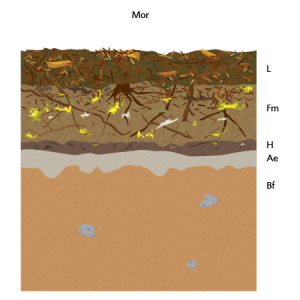
Tall per veure els nivells del mor.

El mor (o humus brut) és un tipus d'humus que es troba en els sòls silicis que són naturalment àcids, en presència de formacions vegetals acidificants (landes de brucs, boscos de coníferes) on la matèria orgànica és recalcitrant o en presència d'un clima fred que alenteix l'activitat biològica (zones boreals, alta muntanya).

## Descripció
La microfauna hi és rara i l'activitat biològica molt més dèbil que en els humus gens o menys àcids (mull, moder).
La forta acidesa és desfavorable per l'activitat de la pedofauna i l'activitat microbiana i, per tant, la descomposició de la matèria orgànica i la seva humificació. En absència del calci necessari per a la formació de ponts moleculars entre les molècules húmiques i/o entre aquelles i les argiles (complexos argilo-húmics), es forma sobretot àcid fúlvic fàcilment lixiviable, responsables de la podzolització.
Sobre la fullaraca OL, s'observa un horitzó OF/OH de color bru tabac format de restes de vegetals que encara es poden reconèixer (no o poc humificades). L'horitzó A és absent. L'horitzó O està directament damunt un horitzó E lixivat.
El seu pH pot davallar fins a 3,5. La mineralització és molt feble (relació C/N > 20).
La terra de bruc és una de les variants del mor, la més coneguda del públic, ja que es comercialitza per a cultivar les azalees, rhododendrons, hortènsies i ericàcies. Aquests sòls per motiu de la seva menor capacitat de retenció d'aigua (pel motiu d'una feble taxa d'humificació), són sensibles als incendis forestals. Pel motiu de la seva menor coherència, també són sensibles a l'erosió del sòl sobre els pendents.
El parentiu entre l'humus de tipus mor i la torba d'esfagnes és evident i ja va ser remarcada al segle xix per P.E. Müller, un ecòleg-edafòleg danès que va descriure per primera vegada l'humus de tipus mull i el de tipus mor en les torberes daneses (mør significa torba en danès).

## Ecotoxicilogia
Les substàncies tòxiques, els radionucleoids, els metalls pesants (contaminants antròpics o bé els alliberts de manera natural per la descomposició de la roca mare) circulen més fàcilment en els sòls amb humus del tipus mor, ja que els absorbeixen menys. Aquesta és una de les raons de la seva feble productivitat biològica i de la presència més freqüent d'espècies que hagin desenvolupat adaptacions complexes (com és el cas de la molsa esfagne) amb gran capacitat de retenir aigua i de plantes carnívores capaces de trobar els nutrients que manquen en aquests sòls en altres llocs (com és el de menjar insectes). Les esmenes del sòl calcàries augmenten la productivitat dels sòls amb humus moder, però fan desaparèixer la cohort de les espècies que els caracteritzen, de vegades tingudes com patrimonials amenaçades i fins i tot protegides per la llei i certs llocs, amb humus mor, estan classificats com reserves naturals